# Rajdowe Samochodowe Mistrzostwa Polski 1950
W roku 1950, mistrzów Polski w rajdach wyłoniono w ramach jednego rajdu tzw. Jednodniowej Jazdy Konkursowej o Mistrzostwo Polski, który rozegrano w dniu 27 sierpnia. Rajd ten odbył się na trasie: Kielce – Warszawa. W zawodach uczestniczyli zdobywcy trzech pierwszych miejsc w każdej klasie z mistrzostw okręgowych.
Rozegrano następujące konkurencje:
- próbę szybkości górskiej i szybkości płaskiej pod Chęcinami,
- odcinek terenowy w drodze do Warszawy,
- próby zręczności oraz zrywu i hamowania w Warszawie na Placu Zwycięstwa.

W rajdzie wystartowało 42 kierowców. 

## Klasyfikacje Jednodniowej Jazdy Konkursowej 1950[2]
Klasa III (powyżej 2200 cm³)
| Poz. | Kierowca            | Samochód  | Pkt   |
| ---- | ------------------- | --------- | ----- |
| 1    | Zbigniew Witkowski  | Chevrolet | 35,70 |
| 2    | Włodzimierz Hołomej | Chevrolet | 39,35 |
| 3    | Jan Jagielski       | Chevrolet | 41,35 |

Klasa II (do 2200 cm³)
| Poz. | Kierowca            | Samochód | Pkt   |
| ---- | ------------------- | -------- | ----- |
| 1    | Stanisław Wierzba   | Lancia   | 34,00 |
| 2    | Komisarczyk         | Willys   | 34,65 |
| 3    | Aleksander Sobański | BMW      | 35,15 |

Klasa I (do 1100 cm³)
| Poz. | Kierowca       | Samochód  | Pkt  |
| ---- | -------------- | --------- | ---- |
| 1    | Kasper         | Skoda     | 37,1 |
| 2    | Michałowski    | Skoda     | 39,7 |
| 3    | Nowicki        | Fiat      | 39,7 |
| ...  |                |           |      |
| 6    | Stefan Bielski | Fiat 1100 |      |